# Eva Maria Ionescu
Eva Maria Ionescu (* 9. Juni 2007 in Bukarest) ist eine rumänische Tennisspielerin.

## Karriere
Ionescu begann mit sieben mit dem Tennisspielen und bevorzugt Hartplätze. Sie spielt bislang ausschließlich auf der Tennis Europe Junior Tour, der ITF Junior Tour und der ITF Women’s World Tennis Tour, wo sie bisher aber noch keinen Titel gewinnen konnte.
2018 gewann Eva Maria Ionescu den Titel im Einzel und Doppel der nationalen rumänischen U12-Wintermeisterschaften.
2020 und 2021 nahm sie an den Les Petits As teil. 2021 erreichte sie das Finale des Argeș Cup Dr. Oetker im Tenis Club Curtea de Argeș.
2023 erhielt sie im September eine Wildcard für die Qualifikation zur Țiriac Foundation Trophy, ihrem ersten Turnier der WTA Challenger Series. Sie unterlag in der ersten Runde ihrer Landsfrau Andreea Prisăcariu mit 1:6 und 3:6.